# Gunung Mujrat Chik
Gunung Mujrat Chik är ett berg i Indonesien.   Det ligger i provinsen Aceh, i den västra delen av landet, 1 700 km nordväst om huvudstaden Jakarta. Toppen på Gunung Mujrat Chik är 1 805 meter över havet, eller 90 meter över den omgivande terrängen. Bredden vid basen är 0,83 km.
Terrängen runt Gunung Mujrat Chik är bergig åt nordväst, men åt sydost är den kuperad.Runt Gunung Mujrat Chik är det ganska glesbefolkat, med 23 invånare per kvadratkilometer. Närmaste större samhälle är Reuleuet, 15,7 km norr om Gunung Mujrat Chik. I omgivningarna runt Gunung Mujrat Chik växer i huvudsak städsegrön lövskog.